# Akasaka-juku (Tōkaidō)
Pour les articles homonymes, voir Akasaka-juku (Nakasendō).
Akasaka-juku (赤坂宿, Akasaka-juku) était la trente-sixième des cinquante-trois stations qui jalonnaient la route du Tōkaidō, l'axe principal dans le Japon de l'ère Edo.

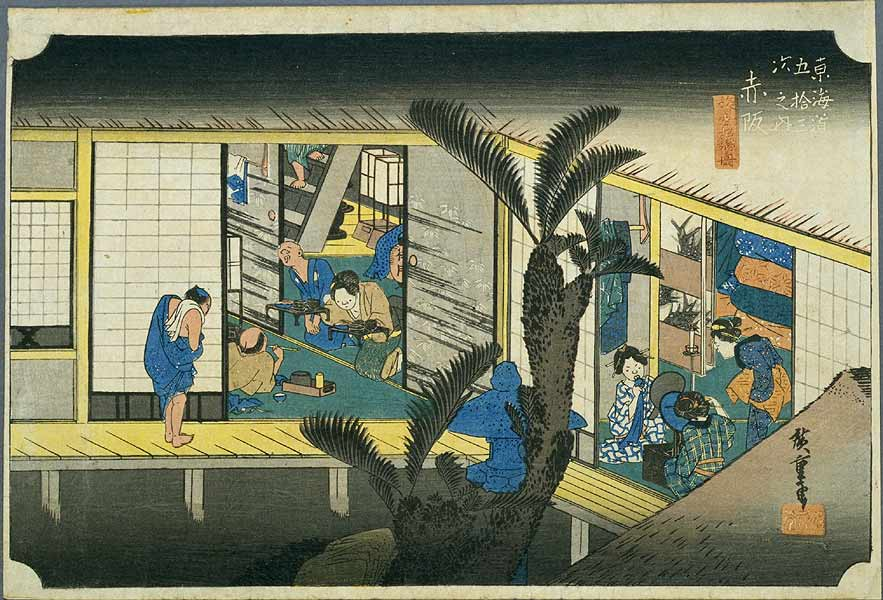
Akasaka-juku dans les années 1830, estampe de Hiroshige de la série les Cinquante-trois Stations du Tōkaidō.

Elle se situait à Otowa, dans le district de Hoi, préfecture d'Aichi au Japon. Elle ne se trouvait qu'à 1,7 km de Goyu-shuku, la station précédente.

## Histoire
Avec la précédente station, Yoshida-juku et Goyu-shuku, Akasaka-juku était bien connue pour son meshimori onna. L'estampe classique ukiyo-e d'Ando Hiroshige (édition Hoeido) de 1831-1834 montre une auberge typique. La scène est divisée en deux par un cycas circinalis situé au centre. À droite, les voyageurs prennent leur dîner et à gauche, les prostituées se maquillent et se préparent à leur activité nocturne. À cause de sa réputation, Akasaka était une ville-étape populaire auprès de nombreux voyageurs
Ōhashi-ya (大橋屋), une auberge qui ouvrit en 1649, moins d'un demi-siècle après la création du Tōkaidō, est toujours en activité dans un bâtiment construit en 1716. Un recensement de 1733 indique qu'il y avait 83 auberges à Akasaka-juku, dont seule subsiste Ōhashi-ya de nos jours. Au plus fort de son activité, il y avait 349 bâtiments, dont trois honjin, une honjin secondaire et 62hatago.

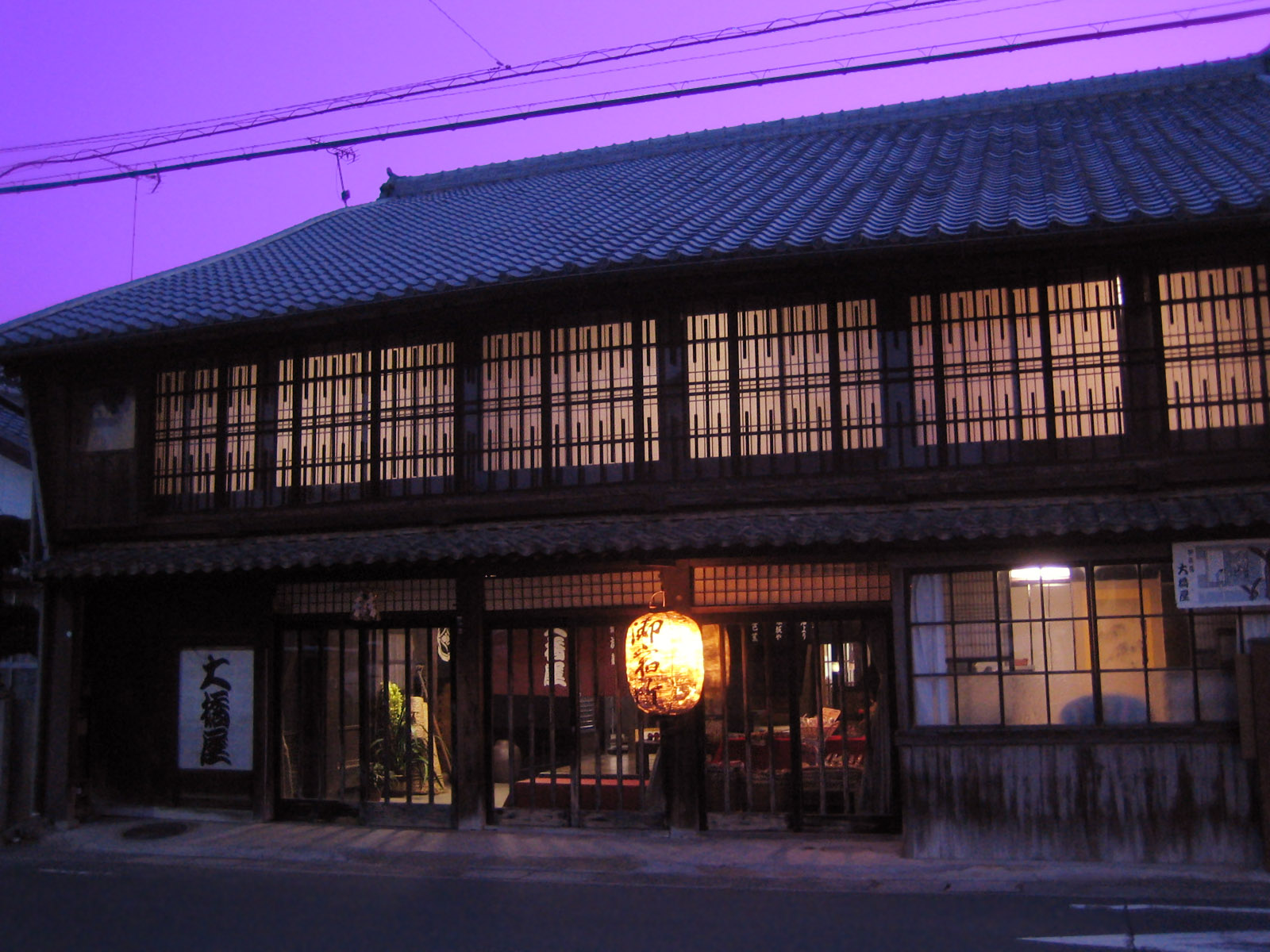
Ōhashi-ya.

Goyu-shuku était à moins de 2 km d'Akasaka-juku, ce qui en faisait les deux stations les plus proches l'une de l'autre de tout le Tōkaidō. Au sanctuaire Sekigawa (関川神社) à Otowa, Matsuo Basho écrivit ce haiku car elles étaient si proches :
夏の月 御油より出でて 赤坂や
Natsu no tsuki / Goyu yori idete / Akasaka ya.
« À la Lune d'été, / quitte Goyu et / atteint Akasaka ».
Quand la construction de la  ligne principale Tōkaidō contourna la zone, celle-ci fut privée de nombre des avantages économiques qu'apportait le chemin de fer. Par ailleurs, même si la région fut progressivement connectée au réseau ferroviaire par la construction de la ligne Meitetsu Nagoya, elle n'en profita pas pour autant car aucun des trains express ne s’arrêtait à la gare de Meiden-Akasaka.

## Stations voisines
Tōkaidō
Goyu-shuku – Akasaka-juku – Fujikawa-shuku